# カリキュラマシーン
『カリキュラマシーン』は、1974年4月1日から1978年3月31日まで日本テレビ系列局で放送されていた日本テレビ製作の教育番組。ナンセンスなコントなど、斬新な演出を特徴としていた。

## 概要
アメリカの教育番組である『セサミストリート』を目標とし、教育要素に『巨泉・前武ゲバゲバ90分!』のギャグエッセンスを加えた。題名は「カリキュラムを、テレビというマシーンで表現する」という造語から来ている。
『セサミストリート』は同じくアメリカのコメディ番組『ラフ・イン』を手本にして作られているため、『カリキュラマシーン』のスタッフは同番組に取り掛かる前の習作として、日本版『ラフ・イン』の『ゲバゲバ90分!』を作ったことを、後にディレクターの齋藤太朗（ギニョさん）が証言している。
なお、開始に当たって司会進行役を誰がやるのかが問題になり、「進行役はこの人の言うことは正しいと思われる人にしなければならない、進行役が他の番組でチャラチャラしたことをしていたりするのでは説得力が無い」ということになり、他のスタッフから「じゃああんたがやれ」とギニョが言われて多数決で決まったという。
番組内の教育カリキュラムの策定には無着成恭が関わっている。
五十音表内の文字をアニメーションで動かしたり（片仮名と漢字は一切出てこなかった）、拗音や促音について図的に発音を示唆したり、タイルによる学習をできるだけビジュアルに見せるなど、今日でも通用すると思われる映像やそこに貫かれている訴求方法で幼児教育内容を扱った。
教育カリキュラム映像の他、それらをドラマ仕立てやギャグコント形式で体現するショートコーナーが存在した。時折、子供向け番組に似つかわしくない過激なアクションや描写を含む映像が流れることもあり、ブラックジョークの域を超えているとクレームの電話や手紙が寄せられることもあったとディレクターを務めたギニョが明かしている。
番組は毎年オープニングタイトルと内容を一新していたが、1977年4月からは過去3年間の再放送となった。1978年4月からは、『おはよう!こどもショー』内で放送されていた。

## 出演者
- 宍戸錠
- 藤村俊二
- 常田富士男
- 吉田日出子
- 岡崎友紀
- 渡辺篤史
- 青島美幸
- フォーリーブス
- 桜田淳子
- 森昌子
- 黒部幸英（クロベエ）
- 七海水帆子
- いずみたくシンガーズ
- 牧葉ユミ
- 曾根隆（いずみたくシンガーズメンバー）
- 池みち子
- 高橋亘
- 高橋浄
- 沢とし子
- 森晃
- AI MIYAKO
- 沼田爆
- 齋藤太朗（ギニョさん 司会進行役）
- 西山健二（ゴリラの一郎 スーツアクター）
- 新木実（ロボットかの字（太郎））

このほか、松鶴家千とせや局アナ時代の徳光和夫もスポットで出演していた（徳光が『NTV紅白歌のベストテン』のセットをバックに50音の歌を紹介する場面があった）。また、『ゲバゲバ90分!』のゲバゲバおじさんも「えんぴつの歌」に登場した。

## スタッフ
- 企画：井原高忠
- 音楽：宮川泰、一柳慧（一部のアニメ映像のみ）
- アニメーション：木下蓮三、スタジオロータス
- 脚本：城悠輔、松原敏春、喰始、高階有吉、下山啓、岡本一郎、かとうまなぶ、浦沢義雄、山崎光夫
- 演出：齋藤太朗、宮島将郎、重松修、神戸文彦、木島隆、渥美光三
- 制作：仁科俊介
- 製作著作：日本テレビ

## オープニングテーマ
「カリキュラマシーンのテーマ」
作曲：宮川泰 / スキャット：西六郷少年少女合唱団
冒頭で流れる「シャバデュビデュバ シャンララン」の歌詞（スキャット）は、子供たちの知能と教育を宮川マジックで表現していた。
この曲は、『高田文夫のラジオビバリー昼ズ』（ニッポン放送）の水曜ゲストコーナーのBGM、『きよし・黒田の今日もへぇーほぉー』（朝日放送）の先生登場時のBGM、『チコちゃんに叱られる!』（NHK総合テレビ）の番組テーマソングなどにも使われている。なお、『ことばドリル』（NHK Eテレ）の初代オープニングテーマはこの曲の替え歌であった。

## 放送時間
いずれも日本標準時。放送期間は日本テレビでのものを記載する。

### 初回放送
- 月曜 - 土曜 7:45 - 8:00 （1974年4月1日 - 1977年4月2日）
- 月曜 - 土曜 7:30 - 7:45 （1977年4月4日 - 1978年3月31日）

### 再放送
- 月曜 - 土曜 17:15 - 17:30 （1975年3月31日 - 1977年3月26日） - 1年前の内容の再放送。時期ははっきりしないが、系列局のよみうりテレビも同じ時間帯に朝放送分の再放送を行っていた。
- 1か月だけだが、1979年4月にも3本分の再放送が行われていた。
- 1980年頃[いつ?]、土曜6:00から2本分の再放送が行われていた。

### 特別番組
- 1975年から1977年までの3年間、1月1日 9:00 - 10:00 に新春特別番組『カリキュラマシーンお正月60分!』が放送された。
- 1975年1月1日『カリキュラマシーンお正月60分!』 9:00 - 10:00
- 1976年1月1日『カリキュラマシーンお正月60分!』 9:00 - 10:00
- 1977年1月1日『カリキュラマシーンお正月60分!』 9:00 - 10:00

系列は番組放送当時のものを記載。
| 放送対象地域  | 放送局         | 系列                                         | 備考 |
| ------------- | -------------- | -------------------------------------------- | --- |
| 関東広域圏    | 日本テレビ     | 日本テレビ系列                               | 製作局 |
| 北海道        | 札幌テレビ     | 日本テレビ系列                               | |
| 青森県        | 青森放送       | 日本テレビ系列 テレビ朝日系列                | 1975年3月までは日本テレビ系列単独加盟 |
| 岩手県        | テレビ岩手     | 日本テレビ系列 テレビ朝日系列                | |
| 宮城県        | ミヤギテレビ   | 日本テレビ系列                               | 1975年9月まではテレビ朝日系列とのクロスネット局 |
| 秋田県        | 秋田放送       | 日本テレビ系列                               | |
| 山形県        | 山形放送       | 日本テレビ系列                               | |
| 福島県        | 福島中央テレビ | 日本テレビ系列 テレビ朝日系列                | |
| 山梨県        | 山梨放送       | 日本テレビ系列                               | |
| 長野県        | 長野放送       | フジテレビ系列                               | 同時ネット。14:30 - 14:45に再放送も実施。 |
| 富山県        | 北日本放送     | 日本テレビ系列                               | 1974年5月20日よりネット開始。同年6月28日までは月曜 - 金曜 10:30 - 10:45であったが、同年7月2日からは同時ネットに移行した。1977年4月1日打ち切り（当日の新聞欄に『終』マークは無かった）。 |
| 石川県        | 石川テレビ     | フジテレビ系列                               | 14:30から放送 |
| 福井県        | 福井放送       | 日本テレビ系列                               | |
| 中京広域圏    | 中京テレビ     | 日本テレビ系列                               | |
| 近畿広域圏    | よみうりテレビ | 日本テレビ系列                               | |
| 鳥取県 島根県 | 日本海テレビ   | 日本テレビ系列 テレビ朝日系列                | |
| 広島県        | 広島テレビ     | 日本テレビ系列                               | 1975年9月まではフジテレビ系列とのクロスネット局 |
| 山口県        | 山口放送       | 日本テレビ系列                               | |
| 香川県        | 西日本放送     | 日本テレビ系列                               | 当時の放送対象地域は香川県のみ |
| 愛媛県        | 南海放送       | 日本テレビ系列                               | 朝6時台に放送 |
| 高知県        | 高知放送       | 日本テレビ系列                               | |
| 福岡県        | 福岡放送       | 日本テレビ系列                               | |
| 長崎県        | テレビ長崎     | 日本テレビ系列 フジテレビ系列                | ニュースネットワークのNNNには加盟していたが、 番組供給ネットワークのNNSには非加盟 |
| 熊本県        | テレビ熊本     | 日本テレビ系列 フジテレビ系列 テレビ朝日系列 | ニュースネットワークのNNNには加盟していたが、 番組供給ネットワークのNNSには非加盟 |
| 大分県        | テレビ大分     | 日本テレビ系列 フジテレビ系列 テレビ朝日系列 | |
| 鹿児島県      | 鹿児島テレビ   | 日本テレビ系列 フジテレビ系列 テレビ朝日系列 | |
| 沖縄県        | 沖縄テレビ     | フジテレビ系列                               | |

## 関連商品

### 音楽ソフト
ソング・オブ・カリキュラマシーン
EPシングル / 発売元：東芝レコード / 品番：TC-3035
A面「ソング・オブ・カリキュラマシーン」
作詞：下山啓 / 作曲・編曲：宮川泰 / 歌：藤村俊二とシンガース・スリー
B面「ゴリラの一郎 花とさけ」
作詞：浦沢義雄 / 作曲・編曲：宮川泰 / 歌：常田富士男とロイヤル・ナイツ
カリキュラマシーン ミュージックファイル
CDアルバム / 発売日：1999年10月21日 / 発売元：バップ / 品番：VPCD-81314
サウンドトラック。オープニングテーマ「カリキュラマシーンのテーマ」も収録。

### 映像ソフト
カリキュラマシーン ベストセレクションDVD-BOX
3枚組DVD-BOX / 発売日：2004年4月21日 / 発売元：バップ / 品番：VPBF-11988
巻ごとの単品DVDも同社から発売。BOX版には特典映像あり。